# Convolvulus siculus subsp. siculus
Convolvulus siculus subsp. siculus é uma subespécie de planta com flor pertencente à família Convolvulaceae. 
A autoridade científica da subespécie é L..

## Portugal
Trata-se de uma subespécie presente no território português, nomeadamente em Portugal Continental e no Arquipélago da Madeira.
Em termos de naturalidade é nativa das duas regiões atrás indicadas.

## Protecção
Não se encontra protegida por legislação portuguesa ou da Comunidade Europeia.